# Saint-Pierre-d'Eyraud

Saint-Pierre-d'Eyraud este o comună în departamentul Dordogne din sud-vestul Franței. În 2009 avea o populație de 1.652 de locuitori.

## Evoluția populației
| An        | 1975  | 1982  | 1990  | 1999  | 2006  | 2009  |
| --------- | ----- | ----- | ----- | ----- | ----- | ----- |
| Populație | 1.294 | 1.366 | 1.476 | 1.480 | 1.595 | 1.652 |